# 巨人軍物語 進め!!栄光へ
『巨人軍物語 進め!!栄光へ』（きょじんぐんものがたり すすめえいこうへ）は、1977年3月19日公開の『東宝チャンピオンまつり』内で上映された日本映画。カラー、スタンダード。東宝映画作品。

## 概要
公開前年（1976年）から公開当時までの読売ジャイアンツ（巨人軍）を舞台に、架空の3人の若手選手を主人公にして、新人選手の厳しさなどを絡ませながら、巨人軍の歴史を振り返る野球映画。かつて巨人軍の打撃コーチで、前年前期までヤクルトスワローズ（現：東京ヤクルトスワローズ）監督だった荒川博が製作の傍ら、出演もしている。また共演者の中には、かつて東映フライヤーズ（現：北海道日本ハムファイターズ）の選手だった寺島達夫も居る。
なお本作の監督である沢島忠は、本作をもって監督業から退いた。
2005年4月には日本映画専門チャンネルで放送された。

## ストーリー
希望を胸に抱いて巨人軍に入団した、清河・高杉・林の3選手。だがプロの世界はそう甘くなく、清河は投手失格の烙印を押されてしまう。不満な清河に対し、大山コーチは王貞治選手もかつては投手だったことを教える。それを聞いた清河は新たな闘志を燃やす。
だがその後、高杉が交通事故で右腕を負傷、見舞いに来た父を見た高杉は、優しい中にもスパルタ教育を教える長嶋茂雄監督を思わせる。だが高杉の絶望は深い。そんな高杉に大山コーチは、張本勲選手が4歳の時大火傷を負いながらも、やがて「安打製造機」と呼ばれる打者に成長したことを教える。それを知った高杉は明るさを取り戻した。
やがて巨人軍は優勝するが、2軍選手の中には退団する者もいれば、他球団にトレードされる選手もいた。それらを見た3選手は新たな闘志を燃やし、今日も多摩川グランドで練習に励むのであった。

## スタッフ
- 監督：沢島忠
- 製作：嶋田親一、荒川博、森岡道夫
- 脚本：沢島忠、岡本育子
- 撮影：岡崎宏三
- 美術：酒井賢
- 音楽：佐藤勝
- 協力：東京読売巨人軍、宮崎市観光協会

## 出演者
- 荒川コーチ：荒川博
- 武宮寮長：千秋実
- 大山コーチ：寺島達夫
- 清河鉄夫：小杉浩
- 高杉力：今藤正人
- 林太一郎：頭師佳孝
- 山波静児：江原真二郎
- 高杉万吉（力の父）：下川辰平
- 王貞治（中学・高校時代）：二戸義則

## 主題歌・挿入歌
- 主題歌「進め!!栄光へ」
- 挿入歌「ルーキーソング」
  - 双方とも、作詞：岡本育子／作編曲：佐藤勝／歌：陣野命
  - この歌は、バップから発売されたCD「野球小僧 懐かしの野球ソングコレクション」に収録されている。

## 同時上映
- キングコング対ゴジラ（再々映）
- 円盤戦争バンキッド
- ヤッターマン
- まんが日本昔ばなし 桃太郎

## その他
- 同時期には『東映まんがまつり』でも、『ジャイアンツのこども野球教室』という短編作が上映、読売ジャイアンツ選手は双方の児童向けピクチャーに出演となった。また日活でも『野球狂の詩』（実写）が上映、3社で野球映画が上映される事となった。

## 参考資料
- キネマ旬報[要文献特定詳細情報]
- 電撃ホビーマガジン編集部 編『ゴジラ 東宝チャンピオンまつり パーフェクション』KADOKAWA（アスキー・メディアワークス）〈DENGEKI HOBBY BOOKS〉、2014年11月29日。ISBN 978-4-04-866999-3。